# Sheraton

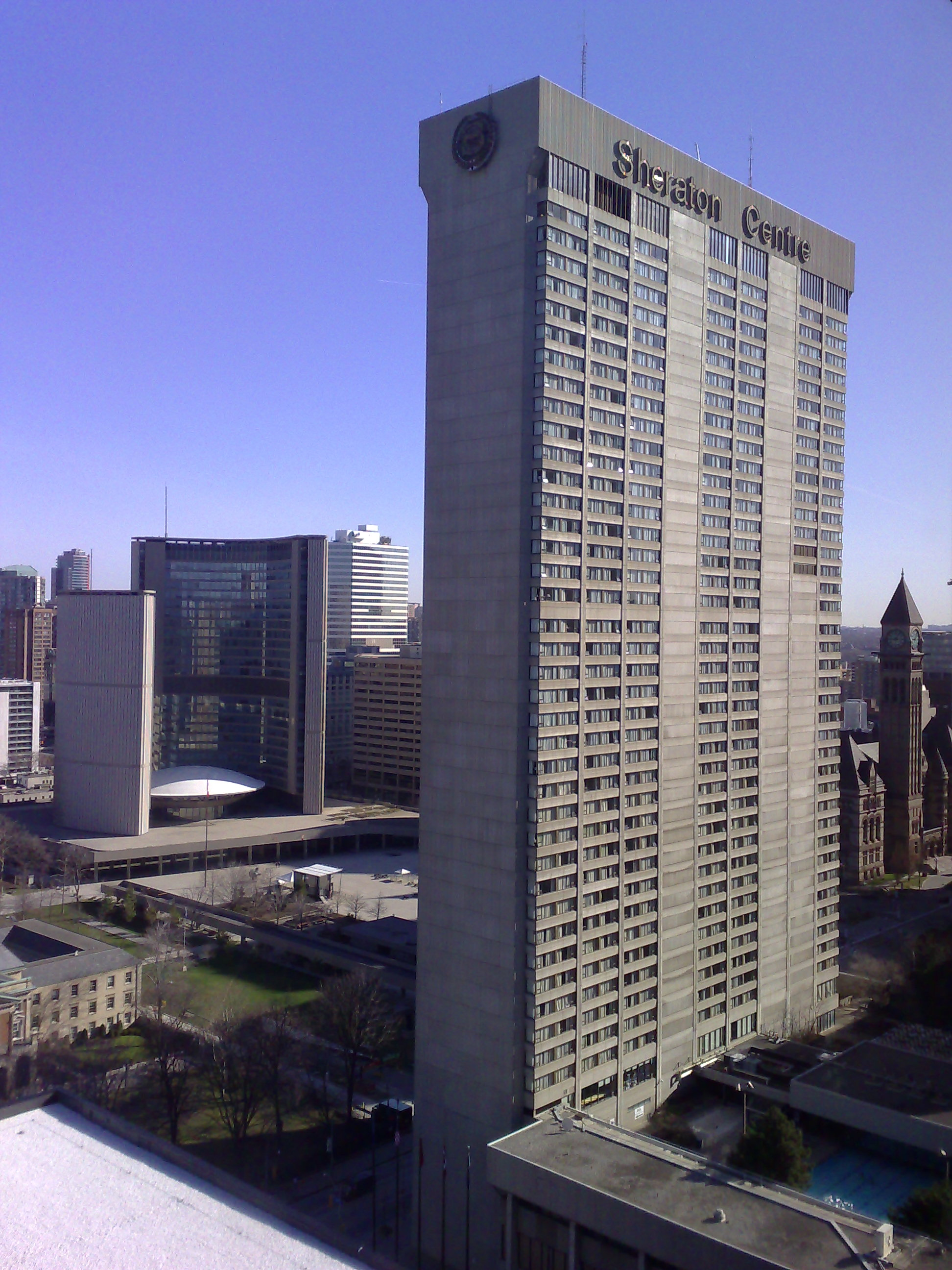
Sheraton Centre Toronto Hotel, один из самых больших отелей Sheraton

Sheraton ([ˈʃerətn]), «Шерато́н» — одна из крупнейших международных сетей отелей (делит первое место с Hilton). Основана в 1937 году. Владелец — компания Marriott International. До 2016 года принадлежала компании Starwood Hotels and Resorts Worldwide.

## История
В годы Великой депрессии Эрнест Хендерсон, его брат Джордж и Роберт Мур купили три инвестиционные компании, объединив их под названием Standard Equities, однако вскоре переключились с ценных бумаг на недвижимость, ожидая, что этот сектор экономики восстановится быстрее других. Первым купленным ими отелем стал «Континентал» в Кембридже (штат Массачусетс); этот отель открыл свои двери накануне биржевого краха 1929 года, его банк-кредитор начал процедуру банкротства отеля, однако вскоре обанкротился сам, поэтому Хендерсонам и Муру «Континентал» достался почти даром. В 1937 году они открыли свой первый отель в городе Спрингфилд (штат Массачусетс). В 1939 году они купили ещё 3 отеля в Бостоне, постепенно расширив свою территорию по всему восточному побережью. Сеть была названа Sheraton по имени одного из первых купленных отелей — в нём было очень нерентабельно менять вывеску, поэтому название решили оставить без изменений.
В 1945 году она стала первой сетью отелей, чьи акции котировались на Нью-Йоркской фондовой бирже. В первые два десятилетия своего существования компания приобретала и модернизировала уже существующие отели, но с середины 1950-х годов начала строить новые гостиницы различных ценовых категорий — от мотелей до роскошных люксов. Для строительства новых отелей закладывались старые, чтобы избежать банкротства всей компании в случае кризиса, большинство собственности находилось под управлением дочерних компаний. Компании принадлежит первенство во внедрении передовых технологий в резервировании номеров: в 1948 году для этого начали использовать телекс, с 1958 года начала работу централизованная компьютерная система резервации, в 1970 году у компании появился бесплатный телефонный номер.
В 1949 году компания стала международной, приобретя 2 гостиничные сети в Канаде, Laurentien Hotel Company и Eppley. В 1959 году были куплены 4 отеля на Гавайских островах, в 1960-х годах компания перешагнула границы Северной Америки, открыв отель в Тель-Авиве в 1961 году и под Каракасом в 1963 году. До 1960-х Sheraton, в отличие от Hilton (своего основного конкурента), была владельцем большинства отелей под своим брендом, но с 1960-х начала увеличивать количество отелей под управлением и в системе франчайзинга, что позволило расширять сеть Sheraton, не увеличивая долг. В 1965 году сеть насчитывала 100 отелей.
В 1967 году умер Эрнест Хендерсон, Sheraton возглавил его сын, Эрнест III, однако уже в 1968 году сеть была куплена конгломератом ITT Corporation и с тех пор носила название ITT Sheraton. Эрнест III сохранил пост председателя правления, должности президента и главного исполнительного директора занял Ховард Джеймс. Под его руководством сеть начала быстро расти за счёт отелей под управлением и в системе франчайзинга. В 1976 году оборот компании пересёк отметку в миллиард долларов, к 1985 году зарубежное присутствие сети Sheraton выросло с 4 до 55 стран, общее число отелей достигло 482 (хотя лишь 14 из них были в собственности Sheraton). Однако развитие системы франчайзинга имело и свой недостаток — снижение качества обслуживания. Для решения этой проблемы в 1986 году была начата программа по стандартизации уровня сервиса в отелях под брендом Sheraton, в частности было аннулировано значительную часть договоров франчайзинга с отелями, где услуги были ненадлежащего качества.
Sheraton стала первой западной компанией, владеющей отелем в Китае, в 1985 году перекупив государственную гостиницу «Отель Великой Стены» в Пекине. Через пять лет в Китае уже было 4 отеля Sheraton. В 1986 году была открыта первая американская гостиница в Восточной Европе, Sheraton София (Болгария). Первый отель Sheraton в Москве начал работу в 1992 году.
В 1994 году ITT Sheraton приобрела контрольный пакет акций итальянской сети CIGA (Compagnia Italiana Grandi Alberghi). Так Sheraton вышла на европейский рынок. Первые отели были приобретены в Италии, но впоследствии сеть распространилась по всей Европе.
В апреле 1995 года компания создала новый гостиничный бренд Four Points by Sheraton, в который вошли недорогие отели, ранее носившие название Sheraton Inn. Наряду с такими брендами Starwood как Westin, W Hotels, и Le Meridien, Sheraton является сетью класса люкс (4-5 звёзд).
В 1998 году сеть была куплена компанией Starwood Hotels & Resorts Worldwide, которая предложила более высокую цену, чем Hilton. После этой сделки компания Starwood стала одной из крупнейших отельных компаний в мире.

## Деятельность
На 2015 год сеть Sheraton включает 446 отелей общей вместимостью 156 400 комнат. 11 отелей находятся в собственности компании Starwood Hotels and Resorts Worldwide, остальные входят в компанию на правах франчайзинга. англ. Four Points by Sheraton добавляют 210 отелей на 36 800 комнат.

## Некоторые из отелей
- Sheraton Centre Toronto Hotel[англ.] — Торонто (Канада); построен в 1972 году;
- Sheraton Grand Doha Resort & Convention Hotel — Доха (Катар); построен в 1979 году;
- Le Centre Sheraton Hotel[англ.] — Монреаль (Канада); построен в 1982 году;
- Sheraton New York Times Square Hotel[англ.] — Нью-Йорк (США); построен в 1962 году, в собственности Sheraton с 1979 года;
- Sheraton Bucharest Hotel[англ.] — Бухарест (Румыния); построен в 1976 как Hotel Dorobanti, в собственности Sheraton с 2015 года;